# Модулярна ґратка

діаграма Гассе — N_{5}, найменшої не модулярної ґратки.

Модулярна ґратка — ґратка, яка задовольняє наступний самодвоїстий закон:
із {\displaystyle ~x\leq b} слідує {\displaystyle x\lor (a\land b)=(x\lor a)\land b.},
де  ≤ є відношення нестрогого порядку,  ∨  та  ∧  (бінарні операції об'єднання та перетину). Модулярні ґратки природно виникають в алгебрі та в багатьох інших галузях математики. Наприклад, підмножини векторного простору (модуль над кільцем) утворюють модулярні ґратки.
Кожна дистрибутивна ґратка є модулярною.
Не обов'язково в модулярній ґратці може бути елемент b, модульний закон виконується для довільного елемента a та x (≤ b). Такий елемент називається модулярним елементом. Загалом, модульний закон може існувати для фіксованої пари (a, b). Така пара називається модулярною парою.

## Вступ
Модулярний закон можна спостерігати як обмежений асоціативний закон, який з'єднує дві операції: 

Пентагон N_{5}.

λ(μx) = (λμ)x.
Модулярний закон:
x ≤ b слідує x ∨ (a ∧ b) ≥ (x ∨ a) ∧ b.
Підставляючи замість x вираз x ∧ b, модульний закон може бути виражений у вигляді рівняння наступним чином:
(x ∧ b) ∨ (a ∧ b) = [(x ∧ b) ∨ a] ∧ b.
Це показує, що, використовуючи термінологію з універсальної алгебри, модулярні ґратки утворюють різноманіття решіток. Найменша немодулярна ґратка — це «Пентагон»(N5), що складається з п'яти елементів 0,1,x,a,b, таких що 
0 < x < b < 1, 0 < a < 1.
Для цієї ґратки справедливо: 
x ∨ (a ∧ b) = x ∨ 0 = x < b = 1 ∧ b = (x ∨ a) ∧ b, що суперечить модульному закону.
Кожна немодулярна ґратка містить копію N5.
Модулярні ґратки іноді називають дедекіндовими структурами на честь Ріхарда Дедекінда, який відкрив модулярні ідентичності.

## Алмазний ізоморфізм
Для будь-яких двох елементів a,b модулярної ґратки, можна розглядати інтервали  [a ∧ b, b] та [a, a ∨ b]. Вони пов'язані та зберігають порядок:
φ: [a ∧ b, b] → [a, a ∨ b] та
ψ: [a, a ∨ b] → [a ∧ b, b]
які визначаються φ(x) = x ∨ a та ψ(x) = x ∧ b.

В модулярній ґратці, відображення φ і ψ, що вказані стрілками є взаємно зворотним ізоморфізмом.
Суперечність теоремі ізоморфізму алмазів в немодулярній ґратці.

Композиція ψφ  зберігає порядок відображення на інтервалі   [a ∧ b, b] та задовольняє нерівності  ψ(φ(x)) = (x ∨ a) ∧ b ≥ x.  Аналогічно φψ тотожно [a, a ∨ b]. Отже спостерігаємо ізоморфізм двох відображень φ та ψ.
Цей результат іноді називають теоремою алмазів ізоморфізму для модулярних ґраток. Ґратка є модулярною тоді і тільки тоді, коли теорема алмазів ізоморфізму існує для будь-якої пари елементів.
Теорема алмазів ізоморфізму для модулярних ґраток аналогічна третій теоремі про ізоморфізми в алгебрі.

## Модулярні пари

Решітка шестикутника S_{7}, також відома як D_{2}

У будь-якій ґратці, модулярна пара являє собою пару ( a, b ) елементів, таких що для всіх х виконується  a ∧ b ≤ x ≤ b, то  (x ∨ a) ∧ b = x. Елемент b ґратки називається правим модулярним елементом, якщо (a, b ) являє собою модулярну пару для всіх елементів a.
Ґратка має властивість таку що, якщо (a, b) являє собою модулярну пару, то ( b, a ) також є модулярною парою, та називається M-симетричною ґраткою.  У ґратках N5 , описаних вище, пара ( b, a ) є модульною, але пари (a, b) немає. Тому N5 не є M-симетричною. Центрова ґратка шестикутника S7  М-симетрична, але не модулярна. З того, що N5 є підґраткою  S7 випливає, що M-симетричні ґратки не утворюють різноманіття ґраток.
M-симетрія не є поняттям самодвоїстості. Двоїсті модулярні пари являють собою пару, яка має подвійне відношення порядку, а ґратка називається двоїстою M-симетричною або M*-симетричною (подвійна M-симетричність ). Отже ґратка може бути модулярною тоді й тільки тоді, коли вона M-симетрична і M*-симетрична. Це еквівалентно і для нескінченних ґраток, які задовольняють умову максимальності (або низхідний ланцюжковий стан).
Ґратки навхрест симетричні тоді,  коли для кожної модулярної пари ( a, b ) пара ( b, a ) є двічі модулярною. Симетрія навхрест означає, що виконується M-симетрія, але не виконується M*-симетрія. Тому вона не еквівалентна подвійній симетрії навхрест. Ґратка з найменшим елементом 0 є ⊥-симетричною, якщо для кожної модулярної пари ( a, b ), що задовольняє  a ∧ b = 0, пара (b, a) також є модулярною.

## Історія
Термін «модулярність» пов'язаний з ім’ям німецького математика Ріхарда Дедекінда. Він опублікував велику частину документів після його виходу на пенсію. У статті, опублікованій в 1894 році, він вивчав ґратки, які назвав подвійними групами (нім. Dualgruppen). Він також зазначив, що для ґраток загалом модулярний закон є еквівалентним двоїстому.
Дедекінд також зазначив, що будь-яка ґратка комутативного кільця задовольняє наступній формі модулярної ідентичності, яка також є самодвоїстою:
(x ∧ b) ∨ (a ∧ b) = [x ∨ a] ∧ b.
Він називав ґратки, які задовольняють цій тотожності, подвійною групою ідеального типу (нім. Dualgruppen vom Idealtypus). У сучасній літературі їх частіше називають дистрибутивними ґратками.